# Tomosvaryella minima
Tomosvaryella minima – gatunek muchówki z podrzędu krótkoczułkich i rodziny Pipunculidae.
Gatunek ten opisany został w 1897 roku przez Johanna Beckera jako Pipunculus minima.
Muchówka o ciele długości od 2 do 2,5 mm. U samców brzegi oczu złożonych stykają się na czole na krótkim odcinku. Całe czoło samic zakrywa srebrzyste opylenie. Czułki są czarne z brunatnym i srebrzyście opylonym trzecim członem. Tułów ma barwę czarnobrunatną z szaro opylonym przodem śródplecza. Skrzydła są przezroczyste. Ubarwienie łusek tułowiowych jest białe, zaś przezmianek brunatne u samców i żółte u samic. Odnóża dwubarwne, czarno-żółte. Opylenie dwóch nasadowych tergitów czarnego odwłoka jest szare, a owłosienie odwłoka czarne. Samce cechuje duży ósmy segment odwłoka z zaokrąglonym znamieniem oraz krótkie i tęgie surstyli.
Owad w Europie znany z Hiszpanii, Wielkiej Brytanii, Szwecji, Belgii, Holandii, Niemiec, Szwajcarii, Włoch, Danii, Polski, Łotwy, Słowacji, Węgier i Rumunii. Ponadto występuje na Bliskim Wschodzie i we wschodniej Palearktyce. Owady dorosłe są aktywne od czerwca do sierpnia.